# Peter Petersen
Peter Petersen (Großenwiehe, 26 giugno 1884 – Jena, 21 marzo 1952) è stato un pedagogista tedesco.
Insegnante di pedagogia, deve la sua notorietà al cosiddetto piano di Jena, ideato nel 1927, in cui è descritto come realizzare una scuola come "comunità di vita". Importanti testi esplicativi di questo piano educativo sono: "Riforma interiore ed educazione nuova", del 1925 e "La prassi scolastica secondo il piano di Jena", del 1934.

## Il piano di Jena
Il "piccolo piano di Jena" (1927) prevede l'organizzazione di un corso di studi unitario, in grado di fornire nell'arco di dieci anni, a giovani dai sei ai sedici anni, una formazione integrale, che soddisfi sia le esigenze umanistiche sia quelle tecnico-scientifiche. 
La scuola di Jena è conforme al modello attivistico sia nella struttura, dotata di spazi e laboratori necessari agli apprendimenti teorici e pratici, sia nel metodo, che pone al centro dell'attività educativa il discente. 
Il programma educativo prevede la creazione di un sistema di gruppi, numericamente molto consistenti, a intervalli di tre anni ciascuno. In ciascun gruppo, pur essendoci livelli diversi di competenze, si lavora insieme, favorendo la socializzazione, lo stimolo reciproco e il mutuo insegnamento. 
Tutti i gruppi si formano spontaneamente in base alle simpatie e le predisposizioni dei fanciulli, senza l'intervento dell'insegnante, che ha il compito di osservare con attenzione. 
In base alle necessità del piano di lavoro degli alunni, si possono creare dei sottogruppi. 
La didattica viene accuratamente pianificata e prevede la rotazione degli insegnanti una volta alla settimana, su gruppi diversi dai propri, in modo da trasmettere agli allievi nuovi stimoli e consentire lo sviluppo di nuove competenze. Si evince quindi che il progetto di Petersen prevede una vera e propria comunità di vita. 
La classe di Petersen è svincolata dal tradizionale iter scolastico e coinvolta nella vita sociale. La libertà del gruppo di disporre di materiali didattici e di fare ricerche forma gli alunni, conducendoli all'autodisciplina e al senso di appartenenza alla comunità. 
Per quanto riguarda l'ambiente scolastico, come nelle case montessoriane, l'arredamento della scuola di Jena è organizzato in modo tale da garantire la massina funzionalità dell'esperienza educativa. 

## Opere
- Die Neueuropäische Erziehungsbewegung, 1924
- Der Kleine Jena-Plan, 1927
- Führungslehre des Unterrichts, 1937

Si può suddividere il piano di Jena in tre testi principali:
- Schulleben und Unterricht einer freien allgemeinen Volksschule nach den Grundsätzen Neuer Erziehung - Riforma interiore ed educazione nuova, 1925
- Das Gestaltende Schaffen im Schulversuch der Jenaer Universitätsschule
- Die Praxis der Schulen nach dem Jena-Plan - La prassi scolastica secondo il piano di Jena, 1934

Allgemeine Erziehungswissenschaft in tre testi:
- Allgemeine Erziehungswissenschaft, I. Teil, 1924
- Der Ursprung der Pädagogik, 1931
- Der Mensch in der Erziehungswirklichkeit, 1954

Alcune monografie sul piano di Jena:
- Eine Grundschule nach den Grundsätzen der Arbeits- und Lebensgemeinschaftsschule, 1925
- Der Jena-Plan und die Landschule

Monografie su temi filosofici:
- Der Entwicklungsgedanke in der Philosophie Wundts, zugleich ein Beitrag zur Methode der Kulturgeschichte, tesi, 1908
- Geschichte der aristotelischen Philosophie im protestantischen Deutschland, abilitazione alla pedagogia, 1921
- Wilhelm Wundt und seine Zeit, 1925